# 판자촌

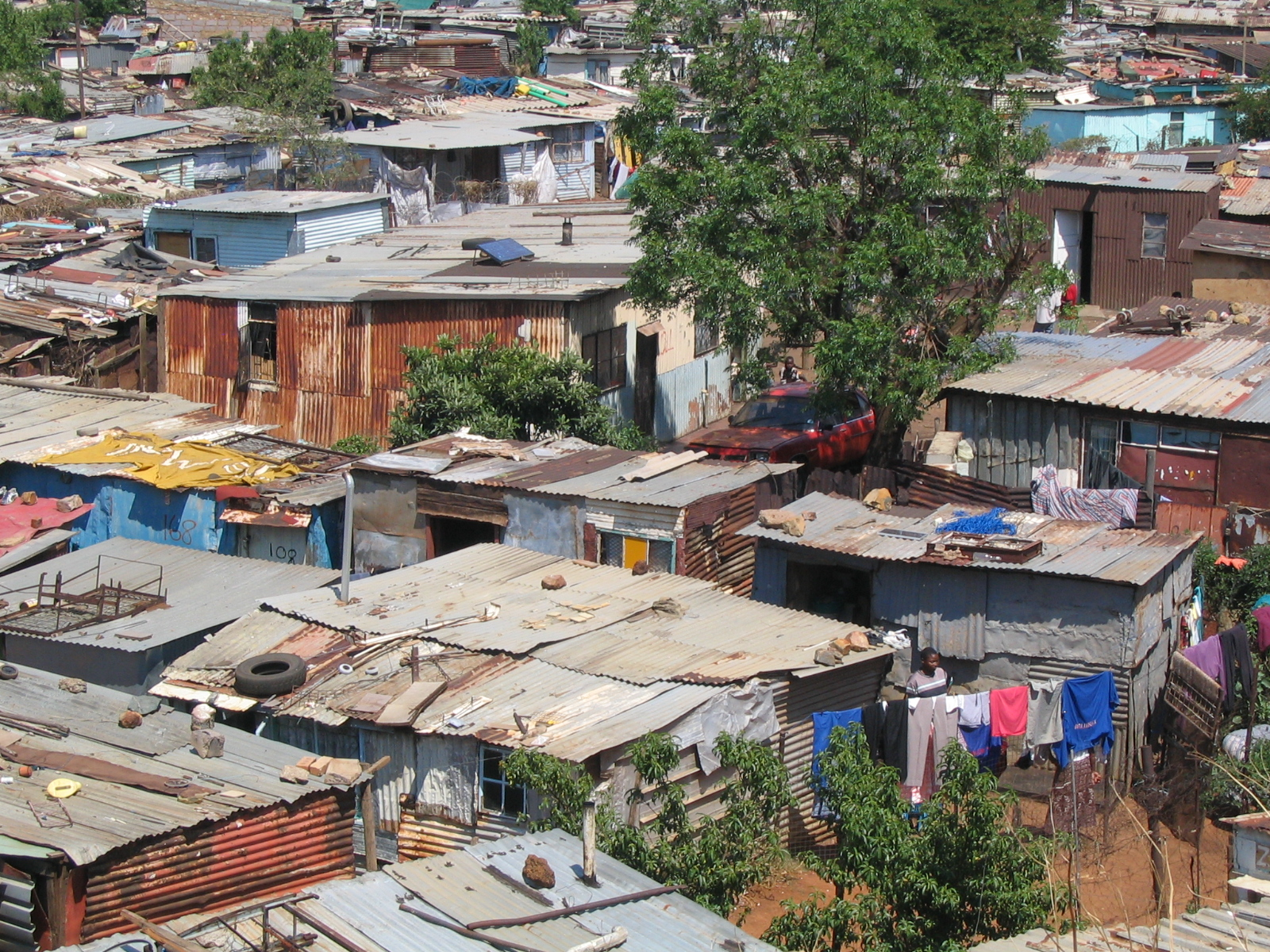
소웨토

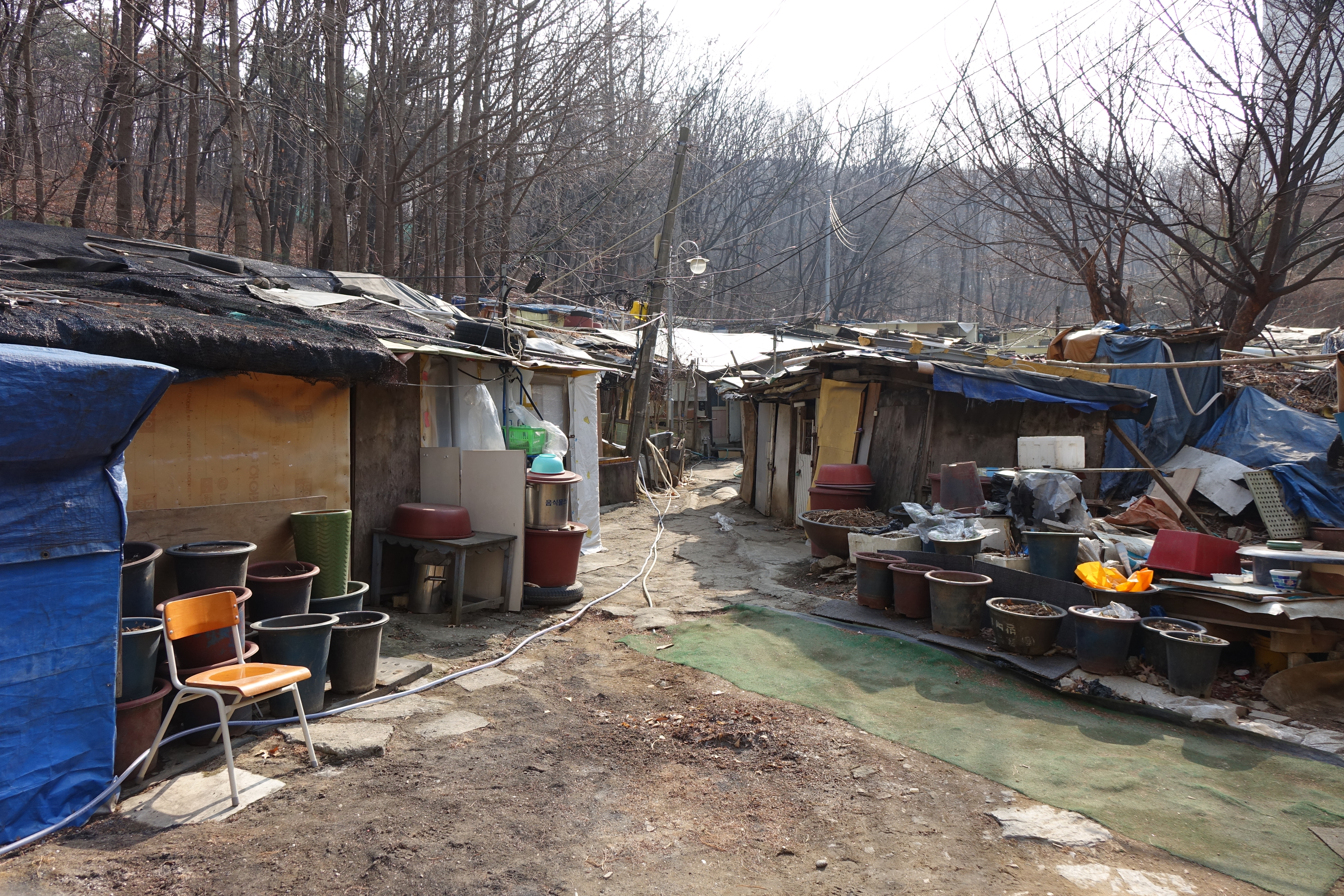
서초구 방배동 응봉마을

판자촌(板子村)은 판잣집이 모여있는 마을이다.
대도시에서 판자촌과 같은 무허가 빈민촌이 발생하는데, 이탈리아 등의 유럽국가와 라틴 아메리카, 동남아시아 등 급속한 도시화가 이루어지고 있는 곳에서는 비슷한 현상이 모두 일어나고 있다. 이와 같은 판자촌은 이를 여러 가지 범죄 등의 사회문제의 온상이 되는 슬럼(slum)으로 보는 견해와 반대로 이농민들이 일시적으로 값싼 주거지로 이용하고 있을 뿐이라는 견해가 상반되게 주장되어 왔다.
판자촌은 개발도상국에서 가장 많이 발생한다. 극단적인 경우, 판자촌의 인구가 도시의 인구에 가까워지기도 한다. 2013년 기준으로, 세계 인구의 약 7분의 1인 10억 명 이상 이 판자촌에 살고 있다.
판자촌의 집들은 종종 널빤지, 양철, 플라스틱판 조각들로 지어진다. 보통 도시 주변부에 조성되는 판자촌은 비공식적이고 도시 계획을 따르지 않아, 제대로 된 위생시설, 전력 또는 통신 체제를 갖추지 못한다. 판자촌은 보다 정리된 거주지에서는 갖추어져 있는 치안, 의료, 소방 시설이 결핍되기 쉽다. 판자촌의 화재는 소방서의 부재 외에 정규 도로의 부재로 소방차의 진입이 어렵고, 건물들이 밀집되어 있는 데다가 집을 지은 재료들이 불이 붙기 쉬운 것들이어서 더욱 그러하다. 또한, 판자촌은 범죄와 질병의 발생 비율이 높다.

## 같이 보기
- 슬럼
- 대한민국의 판자촌
- 달동네
- 구룡마을